# Jeb Corliss
Jeb Ray Corliss (* 25. März 1976 nahe Santa Fe, New Mexico) ist professioneller Basejumper, Wingsuit-Pilot, Extremsportler und Fernsehmoderator.

## Aktivitäten
Im Dokumentarfilm The Ground is the Limit, den Corliss mit Iiro Seppänen an den Howick Falls in Südafrika drehte, wird als Grund für einen Unfall von Corliss angegeben, dass ihn kurz nach dem Absprung Luftströme in den Wasserfall getrieben hätten. Die Folge waren schwere Wirbelsäulenverletzungen und vielfache andere Knochenbrüche.
Im Oktober 2003 kam es bei einem Versuch von Dwain Weston und Jeb Corliss, die Royal Gorge Bridge mit Wingsuits zu über- und unterqueren, zu einem tödlichen Unfall von Dwain Weston, der die Brücke überqueren sollte, jedoch mit einer Haltestange kollidierte.
Am 27. April 2006 versuchte Corliss vom Empire State Building zu springen. In Verkleidung wurde er nicht erkannt. Nachdem er auf dem 86. Stockwerk Fallschirm, Helm und Kamera angelegt hatte, überkletterte er die Absperrung, wurde dann aber von Sicherheitsleuten festgehalten. Er wurde gerichtlich zu 3 Jahren auf Bewährung und 100 Sozialstunden verurteilt, in der Revision jedoch freigesprochen. Das Gericht begründete, Corliss sei erfahren und vorsichtig genug gewesen, den Basejump durchzuführen, ohne sein eigenes oder das Leben anderer zu gefährden. Er erhielt später Hausverbot für das Empire State Building.
2011 veröffentlichte Jeb Corliss das Video Grinding The Crack, in dem er mit einem Wingsuit von einem Gebirgsmassiv (Hinterrugg, Gipfel der Churfirstenkette, St. Galler Oberland, Kanton St. Gallen, Schweiz) in die Tiefe fliegt. Am Rand der Schattenloch-Schlucht ist er weniger als zwei Meter von der Bodenberührung entfernt.
2011 teilen Jeb Corliss und Roberta Mancino die Leidenschaft des proximity wingsuit flying, des Annäherungsflugs an Objekte.
Am 16. Januar 2012 sprang Corliss im Wingsuit vom Rand des Tafelbergs bei Kapstadt. Im Flug streifte er mit den Beinen eine Felskante. Er überlebte mit gebrochenen Fußgelenken und anderen Verletzungen an den Beinen.
Corliss plante, als erster Mensch, mit einem Wingsuit aus großer Höhe, ohne Fallschirm und unverletzt auf einer Auffangbahn zu landen. Es kam ihm Gary Connery zuvor, der am 23. Mai 2012 aus 730 Metern Höhe mit einem Wingsuit absprang und auf einer 100 Meter langen und 15 Meter breiten Bahn aus 18.600 Kartons landete.
GoPro publiziert am 15. August 2013, dass Jeb Corliss als erster per Wingsuit durch „Tianmen Cave“, „Heaven’s Gate in Tianmen Mountain“, ein Fenster im Tianmen Berg in China flog. Ein Wingsuit-Flieger fliegt typisch 50 Knoten, also 80 km/h. Das Fenster liegt in 2,5 Horizontalentfernung und etwa 500 m tiefer als die errichtete Absprungplattform.
Zu Corliss’ Rollen als Schauspieler zählte Agent X in The Courier (2006, TV).